# Svetska fondacija za prirodu
Svetska fondacija za prirodu (engl. World Wide Fund for Nature (WWF)) međunarodna je nevladina organizacija osnovana 1961. godine sa ciljem zaštite prirode. Misija WWF-a je da zaustavi degradaciju životne sredine na našoj planeti i obezbedi budućnost u kojoj će ljudi živeti u harmoniji sa prirodom. Da bi se to postiglo, WWF zajedno sa brojnim partnerima radi na očuvanju biološke raznovrsnosti i smanjenju ljudskog uticaja na prirodna staništa. Fokus organizacije je strateški usmeren na očuvanje ključnih predela i ključnih vrsta koje su od izuzetne važnosti za njihova staništa ili ljude.

## Ciljevi
Svetska fondacija za prirodu radi na smanjenju ekološkog pritiska ljudi na okolinu – upotrebu zemljišta i prirodnih resursa koji su neophodni za snabdevanje hranom, vodom, vlaknima i drvnom građom, kao i na apsorpciji ugljen-dioksida koji se ispušta u atmosferu putem mnogobrojnih ljudskih aktivnosti. Njen cilj nije udaljavanje ljudi od prirode, vraćanju u prošlost, ili sprečavanje razvoja država ili zajednica, već pronalaženju praktičnih rešenja za zdravu planetu, planetu na kojoj će i sadašnjim i budućim generacijama biti omogućen zajednički napredak ljudi i prirode u stabilnoj životnoj sredini.
WWF je postao poslednjih godina jedna od najvećih i najuglednijih nezavisnih svetskih organizacija za zaštitu prirode.
Svetska fondacija za prirodu ima više od pet miliona pristalica na svih pet kontinenata. Ima predstavništva u više od 90 zemalja i praktično su odgovorni za razvoj međunarodnog pokreta za očuvanje prirode globalno. WWF su počeli sa velikim ulaganjima još 1985. godine i uloženo je više od jedne milijarde američkih dolara u više od 13,000 projekata.
WWF je od male grupe entuzijasta posvećenih divljim životinjama prerastao u globalnu mrežu koja ima podršku ljudi iz svih sfera života.

## Područje rada
WWF radi na zaštiti prirodnih resursa - mora, kopna i divljih vrsta - tako da i dalje možemo imati pristup hrani, energiji i vodi.

### Flora i fauna
Biljni i životinjski svet čini prirodnu mrežu, ali je i izuzetno ugrožen zbog uticaja ljudi na životnu sredinu. To uključuje gubitak staništa, prekomernu eksploataciju i ilegalnu trgovinu, kako na lokalnom tako i na međunarodnom nivou. Godine 2018. je konstatovano da je došlo do zapanjujućeg pada populacije sisara, ptica, riba, gmizavaca i vodozemaca i to čak za 60%.

### Mora i okeani
Mora i okeani pokrivaju gotovo trećinu Zemljine površine i čine 95% svih staništa pogodnih za život. U morima i okeanima živi raznovrsni biljni i životinjski svet. Mora i okeani regulišu klimu, proizvode više od polovine kiseonika koji udišemo, apsorbuju ugljen - dioksid i izvor su hrane za više od milijardu ljudi. Ne smemo zaboraviti da pružaju ljudima rekreaciju i relaksaciju.
- Severni ledeni okean
- Beluga ili beli kit
- Karipsko more
- Atlantski okean
- Migracija u Tihom okeanu

### Hrana
Proizvodnja hrane može da zadovolji potrebe svih ljudi na Zemlji. Ipak, skoro trećina te hrane se nikad ne pojede, dok istovremeno gotovo milijardu ljudi gladuje. Hrana koju koristimo i prerađujemo dolazi direktno iz prirode. Proizvodnja hrane ima najveći negativni uticaj na planetu. Proizvodnja, distribucija, upravljanje hranom i otpad od hrane ugrožavaju divlje životinje širom sveta, netaknutu prirodu i samu planetu.

## Literatura
- WWF-INT Annual Review (PDF). World Wide Fund for Nature. 2010. стр. 43. Приступљено 21. 7. 2011.

## Spoljašnje veze
- [http://www.panda.org/
- [http://www.worldwildlife.org
- [http://WWF.mobi